# Rhithrogena rubicunda
Rhithrogena rubicunda is een haft uit de familie Heptageniidae. De wetenschappelijke naam van de soort is voor het eerst geldig gepubliceerd in 1937 door Traver.
De soort komt voor in het Nearctisch gebied.